# 孔耐蜥科
孔耐蜥科（Kuehneosauridae）又名滑翔蜥科，是群已滅絕雙孔亞綱爬行動物，生存於三疊紀。孔耐蜥、依卡洛蜥的身體兩側有多條類似肋骨的結構，在生前可能連接者皮膜，使牠們可以短暫地滑翔飛行，但是無法以動力飛行。孔耐蜥科的牙齒呈針狀，因此牠們可能以昆蟲為食。
Pamelina生存於三疊紀奥伦尼克阶，是已知最古老的孔耐蜥科。棒臀龍可能也屬於孔耐蜥科，但是化石已經遺失。而根據現有研究，棒臀龍並沒有孔耐蜥科的全部特徵。